# 証拠 (曲)
「証拠」（しょうこ）は、ジャニーズWESTの14枚目のシングル。2020年6月24日にジャニーズ・エンタテイメントから発売。

## 概要
- 前作「Big Shot!!」から約8か月ぶりのシングルとなる。

- 初回盤A・B、通常盤の3形態での発売となり、それぞれ収録曲・ジャケット写真ともに異なる。

- 表題曲は、メンバーの藤井流星・神山智洋主演 日本テレビ系シンドラ『正しいロックバンドの作り方』の主題歌である。

- また、通常盤に収録されているカップリング曲「いまだ!!」は、NHK Eテレ アニメ『忍たま乱太郎』の25代目エンディングテーマである。

- 初回盤A・Bには、オリジナル・カラオケ3曲を収録。

- 初回盤Aには、表題曲のMusic Clip & Makingとカップリング曲「You ain't mine」「サヨナラなんかじゃ終わらせないから」を収録。

- 初回盤Bには、同じくメンバーの重岡大毅が作詞・作曲した「間違っちゃいない。」(5thアルバム「WESTV!」通常盤収録曲のシングルバージョン)と藤井が作詞、神山が作詞・作曲した「ANS」(読み:アンサー)のカップリング2曲に加え、Special Studio Recoding(証拠/間違っちゃいない。/ANS)を収録した特典DVDを付属。

- 通常盤には、カップリング曲「ハッピーメイカー」「はんぶんこ」を収録。

- 特設サイトへ通常盤(初回プレス)封入の視聴IDを2020年6月28日(日)までに入力すると、メンバーの特別企画映像をストリーミング配信で見る事ができた。

## 購入特典

### 初回盤A
1. チェンジングジャケット(ロックver. A)[1]

### 初回盤B
1. チェンジングジャケット(ロックver. B)[1]

### 通常盤
1. チェンジングジャケット(ほんとに好きな証拠写真Ver.)[1]

### 三仕様同時購入 特典
- ほんとにすきな証拠写真 7枚セット(ソロver.)[1]

## 封入特典

### 初回盤A・B、通常盤
1. 3面6Pジャケット

### 通常盤
1. 視聴者ID ※初回プレスのみ

## 収録曲

### CD

#### 通常盤
1. 証拠 [4:16]
作詞：岡嶋かな多・栗原暁、作曲：岡嶋かな多・久保田真悟・栗原暁、編曲：久保田真悟・Koichiro Muroya
  - 藤井流星・神山智洋W主演 日本テレビ系シンドラ『正しいロックバンドの作り方』主題歌
2. ハッピーメイカー [4:47]
作詞・作曲：久保田真悟・栗原暁・前田佑、編曲：久保田真悟
3. いまだ!! [4:25]
作詞：松井五郎、作曲：馬飼野康二、編曲：佐々木博史
  - NHK Eテレアニメ『忍たま乱太郎』第28シリーズ エンディングテーマ
4. はんぶんこ [5:10]
作詞：ジャニーズWEST・MiNE、作曲：川口進・MiNE・Atsushi Shimada、編曲：ha-j

#### 初回盤A
1. 証拠
2. You ain't mine [4:21]
作詞：岡嶋かな多・CLAUDE S.、作曲：O-BANKZ・Erik Lidbom・J.Praize、編曲：O-BANKZ
3. サヨナラなんかじゃ終わらせないから [3:13]
作詞：MORISHIN、作曲：MORISHIN・REO、編曲：REO
4. 証拠（オリジナル・カラオケ）
5. You ain't mine（オリジナル・カラオケ）
6. サヨナラなんかじゃ終わらせないから（オリジナル・カラオケ）

#### 初回盤B
1. 証拠
2. 間違っちゃいない。 [5:51]
作詞・作曲：重岡大毅、編曲：生田真心
  - 5thアルバム「WESTV!」通常盤収録曲「間違っちゃいない」のシングルバージョン

原曲では重岡・濵田・神山の3人で歌唱しているが、本曲ではメンバー7人全員で歌唱している。
3. ANS（読み：アンサー）[4:34]
作詞：神山智洋・藤井流星、作曲：神山智洋、編曲：akkin
4. 証拠（オリジナル・カラオケ）
5. 間違っちゃいない。（オリジナル・カラオケ）
6. ANS（オリジナル・カラオケ）

### DVD

#### 初回盤A
1. 「証拠」Music Clip & Making

#### 初回盤B
1. Special Studio Recoding（証拠/間違っちゃいない。/ANS）